# Резня Всех Святых
Резня Всех Святых (Masacre de Todos Santos) — распространённое название жестокого подавления народных протестов военным режимом Альберто Натуша Буша, захватившего власть в ходе государственного переворота 1 ноября (День Всех Святых) 1979 года.
В ответ на переворот в тот же день профсоюзная конфедерация Боливийский рабочий центр, во главе которой стоял руководитель Федерации профсоюзов рабочих горнорудной промышленности Боливии Хуан Лечин, начала кампанию массовых протестов. Профсоюзы отстаивали переход к демократическому строю и гражданскому правлению. Полковник Натуш принялся подавлять мирные протесты вооружённой силой, бастующие столкнулись с крайним насилием со стороны военных. 
Через неделю после переворота, 5–6 ноября 1979 года, Натуш Буш отдал приказ усилить репрессии. Солдатам полковника Дории Медины было позволено бесконтрольно действовать в Ла-Пасе. В разные части города были направлена бронетехника для подавления беспорядков. Для расстрела протестующих использовался даже вертолет, арендованный у американской компании Groves Limited. Однако эти меры не предотвратили разрастание массовых протестов и забастовок. Жители Ла-Паса выходили на улицы, строили баррикады и бросали камни в силовиков.
Более 100 человек были убиты, 204 ранены и по крайней мере 20 «пропали без вести». за время недолгого существования режима Натуша Буша (по подсчётам Джеймса Данкерли, погибло более 200 человек, а «исчезли» 125). Большинство жертв погибло в дни 5-6 ноября, и почти все из них — в городе Ла-Пас. Учитывая кратковременность пребывания у власти (всего 16 дней) и масштаб потерь, режим Альберто Натуша оказался самым кровавым в истории Боливии. Ведь общее число смертей за двухнедельное правление Натуша Буша сопоставимо с семью годами военной диктатуры Уго Бансера.
Через шестнадцать дней после переворота военный режим был вынужден подать в отставку в результате народных протестов. И в XXI веке виновные в убийствах так и не были привлечены к ответственности.